# Diederikkoekoek
De diederikkoekoek (Chrysococcyx caprius) is een vogel uit de familie Cuculidae (koekoeken). De naam is klanknabootsing van de roep. In het Afrikaans heet de vogel Diederikkie.

## Herkenning
De vogel is gemiddeld 19 cm lang en weegt 32 g. Een volwassen mannetje is bronsgroen van boven met een duidelijke witte wenkbrauwstreep die achter het oog breder wordt. Opvallend is verder een rood oog met een rode ring. De snavel is zwart en de poten zijn grijs. Het vrouwtje is doffer van kleur, een beetje roodbruin van boven, met een licht gestreepte borst, bruine oogring. Onvolwassen vogels zijn ook dof en hebben geen strepen met stippels op de borst.
De roep klinkt als die-die-die-diederik, oplopend in toonhoogte.

## Verspreiding en leefgebied
Deze soort komt wijdverspreid voor in Afrika bezuiden de Sahara en het zuidoostelijke Arabisch Schiereiland. Het leefgebied bestaat uit droge, half open gebieden met bos en struikgewas, vaak ook in de buurt van water en kolonies van wevervogels. Het is een vogel van laagland en hoogvlaktes, meestal rond de 1200 m boven de zeespiegel. De vogel is een broedparasiet die zijn eieren legt in de nesten van zangvogels als mussen en wevervogels.

## Status
De grootte van de wereldpopulatie is niet gekwantificeerd. Men veronderstelt dat de soort in aantal stabiel is. Om deze redenen staat de diederikkoekoek als niet bedreigd op de Rode Lijst van de IUCN.